# Johann Friderich
Johann Friderich, auch Johannes oder Johannis Friderici oder Friedrich (* 7. Oktober 1563 in „Wolffeshausen“ bei Mellrichstadt (vielleicht: Wülfershausen an der Saale); † 8. Dezember 1629 in Leipzig) war ein deutscher Historiker, Philologe und Rektor.

## Leben
Nach Besuch des Hennebergischen Gymnasiums studierte er ab 1582 an der Universität Leipzig, wo er 1587 Magister und 1589 Assessor der philosophischen Fakultät wurde, jedoch zunächst keine Professur erlangen konnte.
Ab 1592 war er Konrektor der Thomasschule zu Leipzig, 1594 wechselte er als Rektor der Schule nach Annaberg. Von dort zog er nach Leipzig zurück, als er 1595 zum Professor der Eloquenz berufen wurde. Dieses Amt tauschte er 1599 mit der Professur für Physik und 1608 mit der für Sprachen und Geschichte in der Nachfolge von Matthäus Dresser.
In den Jahren 1596, 1604 und 1616 war er Rektor der Universität. Ab 1599 war er mit dem Amt des Universitätsbibliothekars betraut, 1607 übernahm er das Rektorat der Nikolaischule, beide Ämter hatte er bis zu seinem Tod inne.
Er wurde am 11. Dezember in der Universitätskirche beigesetzt.